# Rue des Poitevins
La rue des Poitevins est une voie située dans le quartier de la Monnaie dans le 6e arrondissement de Paris.

## Situation et accès
La rue des Poitevins est desservie par les lignes 4 et 10 à la station Odéon.

## Origine du nom
Gustave Pessard suppose qu'elle porte ce nom sans doute parce qu'elle était fréquentée par des étudiants du Poitou.

## Historique
Cette très ancienne voie de Paris, qui remonte au moins au XIIIe siècle, a porté les noms de « rue Gui le Queux » (1253) à cause d'un certain Guy le Queux qui y demeurait, puis ce fut via Guidonis ad Pictavinas (1288) ; via Grimaud ad Pictavinas (1291) ; via Guiart as Poitevins (1292) ; « rue Ginart aux Poitevins » (1300) ; « rue Gérard aux Poitevins » (1358) ; « rue des Poitevins » (1425) et « rue Poitevine » (1448). 
Vers 1280-1300, elle est citée dans Le Dit des rues de Paris de Guillot de Paris sous la forme « rue à Poitevins ».
La partie qui autrefois la reliait directement à la rue Serpente portait le nom de « rue du Pet » au XVe siècle, « rue du Petit-Pet » en 1560, puis elle est citée sous le nom de « rue du Gros pet » dans un manuscrit de 1636. Elle fut supprimée à l'ouverture de la rue Danton vers 1895.
L'autre partie est citée sous le nom de « rue des Poitevins » dans un manuscrit de 1636.

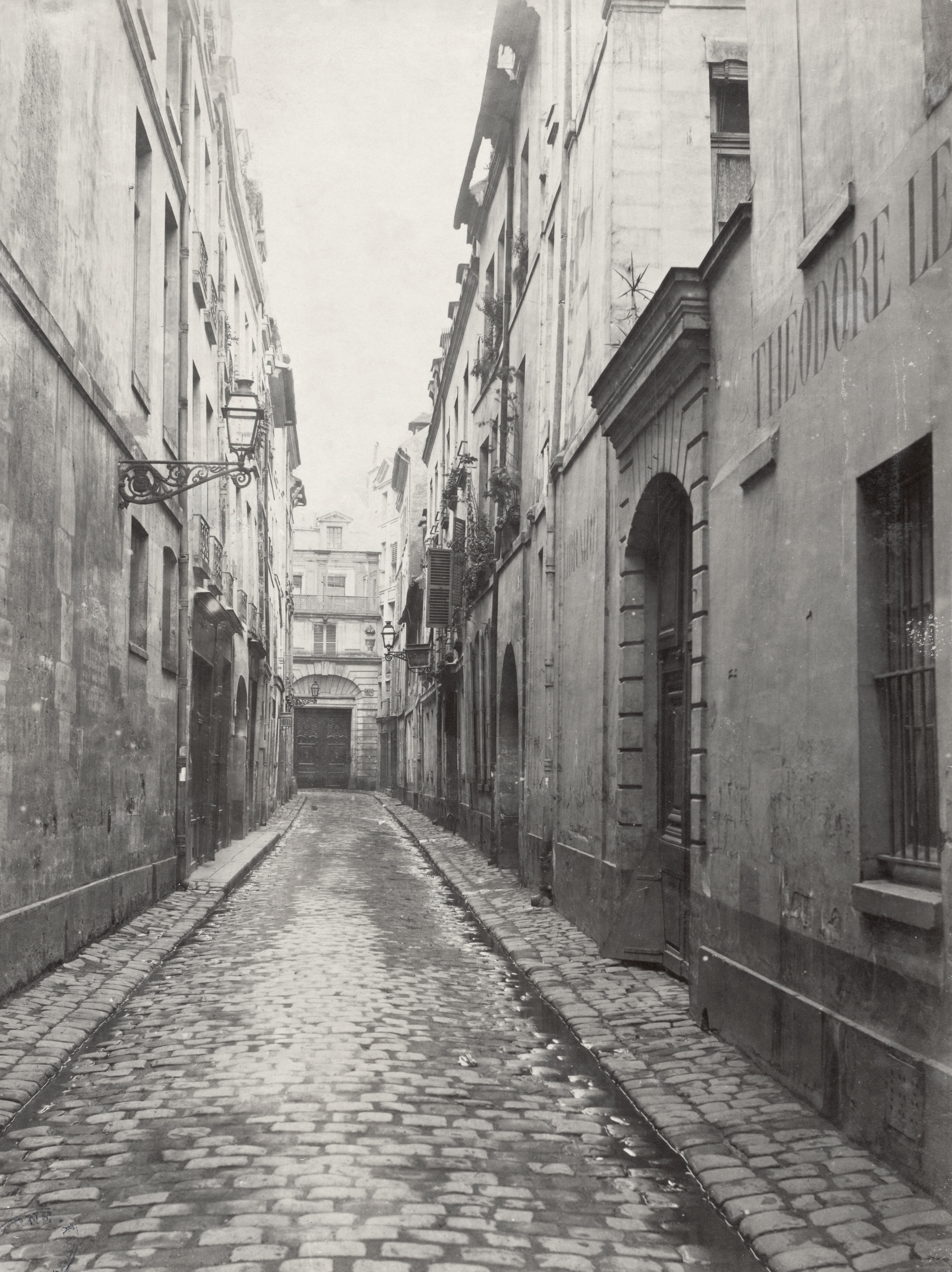
La rue Poitevin vue depuis la rue Hautefeuille (entre 1853 et 1870), photographie de Charles Marville.
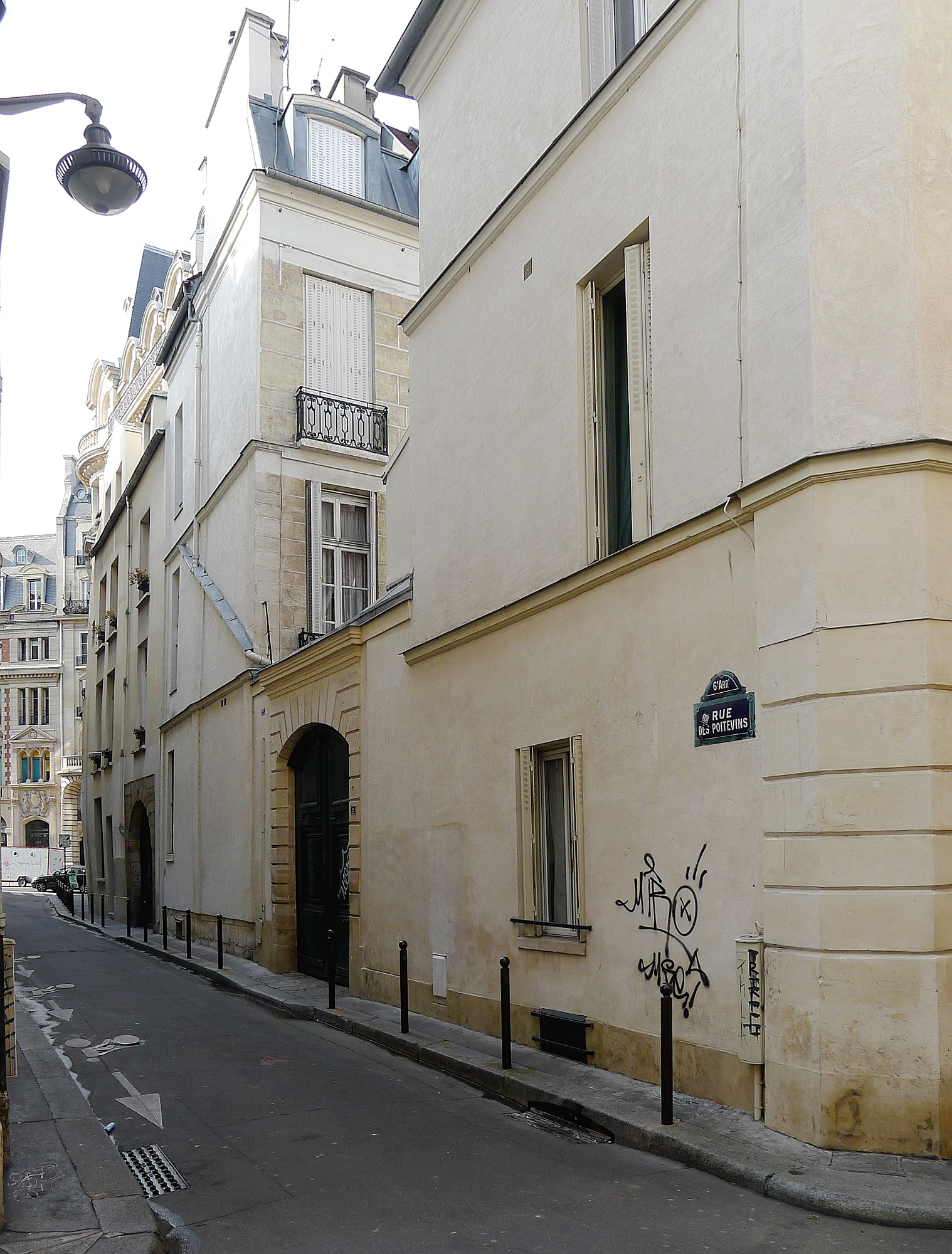
Vue de la rue en 2012.

## Bâtiments remarquables et lieux de mémoire

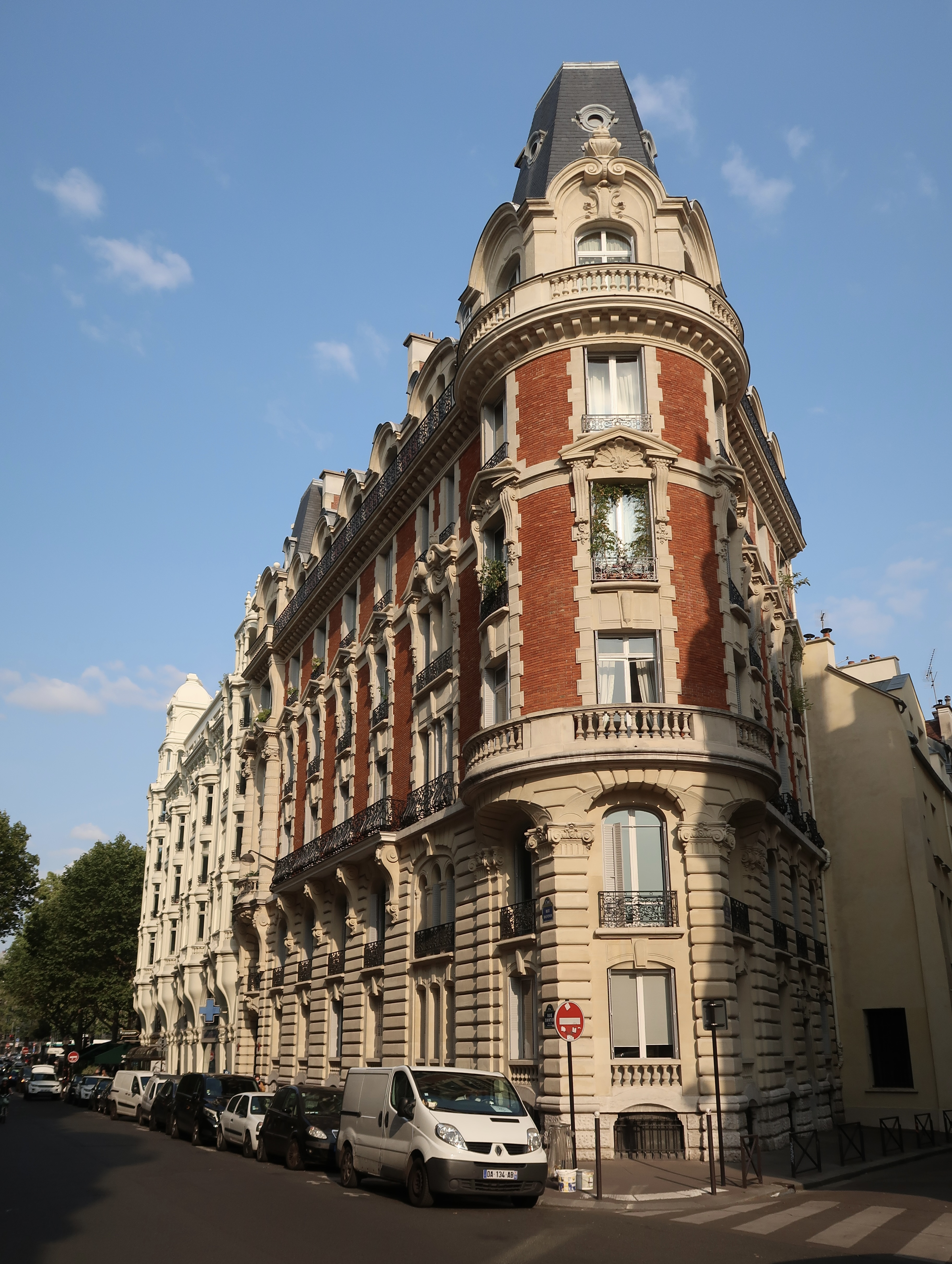
Immeuble au croisement avec la rue Danton.

- No 1 : appartement collectif occupé de 1936 à 1939 par la petite communauté d'intellectuels catholiques à l'origine de la fondation des Éditions du Seuil[2],[3].
- No 2 : siège des Éditions du Seuil de 1937 à 1945, avant leur déménagement au 27, rue Jacob[4],[5],[3].
- N°3  : Siège du magasin Relma, magasin spécialisé dans le matériel et les fournitures de reliure (rare en France même à Paris)
- Nos 6-8 : petit et grand hôtels de Thou, initialement résidence de Christophe de Thou (1508-1582), premier président du Parlement de Paris. Au XVIIIe siècle, une partie de l'hôtel fut le siège de l'imprimerie Panckoucke, qui éditait notamment Le Mercure de France[6]. Dans une autre partie de l'immeuble se tint, de 1855 à 1895, la pension Laveur [7], dont le restaurant était installé dans l'ancienne chapelle. Le lieu fut notamment fréquenté par Simon Noël Dupré, Léon Gambetta, Georges Clemenceau, Eugène Spuller, Alphonse Daudet, Jules Ferry et Élisée Reclus.